# Automeris cryptica
Automeris cryptica är en fjärilsart som beskrevs av Paul Dognin 1911. Automeris cryptica ingår i släktet Automeris och familjen påfågelsspinnare. Inga underarter finns listade i Catalogue of Life.